# Contea di Jefferson (Ohio)
La contea di Jefferson (in inglese Jefferson County) è una contea dello Stato dell'Ohio, negli Stati Uniti. La popolazione al censimento del 2000 era di 73 894 abitanti. Il capoluogo di contea è Steubenville.

## Storia

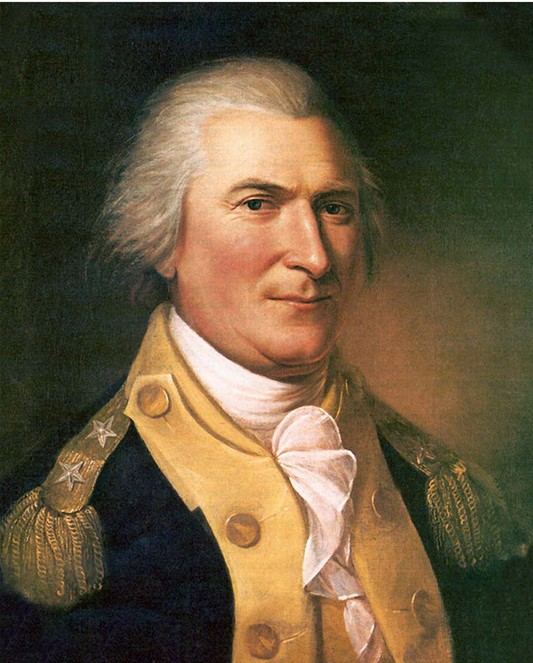
Arthur St. Clair

Arthur St. Clair, governatore dei territori del nord-ovest, fondò, con un proclama del 29 luglio 1797, la contea di Jefferson cui pose, come capoluogo, la città di Steubenville.
Si scelse di dare questo nome alla quinta contea dell'Ohio in onore di Thomas Jefferson.
All'origine dell'insediamento fu un forte, costruito nel 1786, e identificato come Fort Steuben, posto sulle rive del fiume Ohio.
La finalità del forte era quella di proteggere dagli attacchi indiani i prospettori inviati dal governo per mappare i terreni adiacenti. Al termine delle attività il forte venne abbandonato e le truppe trasferite a Fort Harmar ma, nel frattempo, alcuni coloni avevano formato un villaggio nelle vicinanze del forte abbandonato e avevano identificato il loro insediamento come La Belle. Nel 1797 venne istituita la contea di Jefferson e La Belle venne eletta come sede del governo; in seguito Bezaleel Wells e James Ross disegnarono una città intorno a La Belle cui diedero il nome di Steubenville in onore del forte ormai distrutto da un incendio.
Durante la prima metà del 19º secolo Steubenville fu una città portuale, tuttavia nel 1856 Frazier, Kilgore and Company costruirono un mulino a cilindri e la Steubenville Coal and Mining Company aprì una miniera di carbone aprendo nuovi orizzonti per l'industria cittadina.
Intorno al 1800 un gruppo di quaccheri fondò la città di Mount Pleasant che divenne un centro di abolizionismo.
Oltre a essere una delle principali fermate della Underground Railroad, Mount Pleasant nel 1817 vide la pubblicazione di uno dei primi giornali abolizionisti degli Stati Uniti ile "Philanthropist".
Nel 1837, la prima conferenza abolizionista dell'Ohio si tenne a Mount Pleasant.

## Società

### Evoluzione demografica
Abitanti censiti